# Yuzef Gadimov
Yuzef Gadimov (en azéri : Yuzef İslam oğlu Qədimov ; né le 7 janvier 1928 et mort le 8 janvier 2012) est un architecte émérite de la République d'Azerbaïdjan, membre de l'Académie internationale d'architecture des pays de l'Est (2007).

## Biographie
Yuzef Islam oghlu Gadimov est diplômé de l'Institut d'architecture de Moscou en 1953. Il travaille comme architecte et architecte en chef à l'Institut national des projets d'Azerbaïdjan.
De 1984 à 1989, il est architecte en chef de l'Institut de conception de logements de Bakou (« Projet de la ville d'État de Bakou »).
Il est l'auteur et l'architecte du complexe sportif et de concerts nommé d'après Heydar Aliyev, du bâtiment du Ministère de la Sécurité nationale, du bâtiment des archives du Parti et de l'Institut d'histoire du parti d'Azerbaïdjan, du comité du parti du district de Nassimi, la Maison de l'Acteur, de la station de métro Baki Sovéti (actuellement Itchericheher).
Yuzef Gadimov est l'auteur et l'architecte des monuments de Djafar Djabbarli, Huseyn Djavid, Nariman Narimanov à Bakou, de la pierre tombale de Natavan à Aghdam, du monument de Vidadi dans le village de Chikhli de la région de Gazakh.
Le 25 décembre 2007 Yuzef Gadimov reçoit le titre honorifique d'Architecte émérite de la République d'Azerbaïdjan,.